# Alcalde (España)
En España, el alcalde o alcaldesa es la máxima autoridad política de la administración municipal; encargada de presidir y representar al Ayuntamiento. Su figura está regulada en la Ley 7/1985, de 2 de abril, Reguladora de las Bases del Régimen Local (LRBRL) y de acuerdo con ella, existe en todos los ayuntamientos.

## Elección
El alcalde es elegido por los concejales o por los vecinos en los términos que establece la legislación electoral general.
Según el régimen de concejo abierto (desde la modificación de la ley de régimen local 7/85 solo aquellos que tradicionalmente cuenten con ese régimen, o los que por su localización geográfica lo hagan aconsejable eliminándose estar obligados los municipios de menos de 100 habitantes), los vecinos eligen al alcalde directamente por mayoría. Si el municipio tiene una población entre cien y doscientos cincuenta habitantes, se elige mediante el método de listas abiertas. En una misma papeleta figuran los candidatos de todos los partidos y los electores deben seleccionar un determinado número de ellos. Los más votados serán nombrados concejales, quienes posteriormente elegirán al alcalde.
En el resto de los casos, los partidos concurren en listas cerradas y el alcalde resulta elegido en votación de segundo grado. La asignación de concejales se realiza en función del sistema D'Hont. Los concejales electos son los encargados de votar al futuro alcalde de entre los cabezas de lista de cada partido. Si ninguno de los cabeza de lista propuestos alcanzase la mayoría absoluta, resultaría elegido aquel candidato de la lista con mayor voto popular obtenido en las elecciones.

## Funciones
Según el artículo 21 de la LRBRL, el alcalde es el presidente de la Corporación.  Ostenta las siguientes atribuciones:
1. Dirigir la Junta de Gobierno Local, así como toda la administración municipal.
2. Representar al Ayuntamiento.
3. Convocar y presidir las sesiones del Pleno, salvo los supuestos previstos en esta Ley y en la legislación electoral general, de la Junta de Gobierno Local, y de cualesquiera otros órganos municipales cuando así se establezca en disposición legal o reglamentaria, y decidir los empates con voto de calidad.
4. Dirigir, inspeccionar e impulsar los servicios y obras municipales.
5. Dictar bandos.
6. Desarrollar la gestión económica de acuerdo con el Presupuesto aprobado, disponer gastos dentro de los límites de su competencia, concertar operaciones de crédito, con exclusión de las contempladas en el artículo 158.5 de la Ley 39/1988, de 28 de diciembre, Reguladora de las Haciendas Locales, siempre que aquellas estén previstas en el Presupuesto y su importe acumulado dentro de cada ejercicio económico no supere el 10% de sus recursos ordinarios, salvo las de las tesorería que le corresponderán cuando el importe acumulado de las operaciones vivas en cada momento no supere el 15% de los ingresos corrientes liquidados en el ejercicio anterior, ordenar pagos y rendir cuentas; todo ello de conformidad con lo dispuesto en la Ley Reguladora de las Haciendas Locales.
7. Aprobar la oferta de empleo público de acuerdo con el Presupuesto y la plantilla aprobados por el Pleno, aprobar las bases de las pruebas para la selección del personal y para los concursos de provisión de puestos de trabajo y distribuir las retribuciones complementarias que no sean fijas y periódicas.
8. Desempeñar la jefatura superior de todo el personal, acordar su nombramiento y sanciones, incluida la separación del servicio de los funcionarios de la Corporación y el despido del personal laboral, dando cuenta al Pleno, en estos dos últimos casos, en la primera sesión que celebre. Esta atribución se entenderá sin perjuicio de lo dispuesto en los artículos 99.1 y 3 de la Ley 7/1985, de 2 de abril.
9. Ejercer la jefatura de la Policía Local, cuando la hubiere.
10. Aprobar los instrumentos de planeamiento de desarrollo del planeamiento general no expresamente atribuidas al Pleno, así como los instrumentos de gestión urbanística y los proyectos de urbanización.
11. Ejercer las acciones judiciales y administrativas y la defensa del Ayuntamiento en las materias de su competencia, incluso cuando las hubiere delegado en otro órgano, y, en caso de urgencia, en materias de la competencia del Pleno, en este supuesto dando cuenta al mismo en la primera sesión que celebre para su ratificación.
12. Proponer al Pleno la declaración de lesividad en materias de la competencia de la Alcaldía.
13. Adoptar personalmente, y bajo su responsabilidad, en caso de catástrofe o de infortunios públicos o grave riesgo de los mismos, las medidas necesarias y adecuadas dando cuenta inmediata al Pleno.
14. Sancionar las faltas de desobediencia a su autoridad o por infracción de las ordenanzas municipales, salvo en los casos en que tal facultad esté atribuida a otros órganos.
15. Aprobar los proyectos de obras y de servicios cuando sea competente para su contratación o concesión y estén previstos en el presupuesto.
16. Otorgar las licencias, salvo que las leyes sectoriales lo atribuyan expresamente al Pleno o a la Junta de Gobierno Local.
17. Ordenar la publicación, ejecución y hacer cumplir los acuerdos del Ayuntamiento.
18. Cualquier otra competencia que expresamente le atribuyan las leyes y aquellas que la legislación del Estado o de las comunidades autónomas asignen al municipio y no atribuyan a otros órganos municipales.

Además, corresponde al alcalde el nombramiento de los tenientes de alcalde.
Las funciones básicas del alcalde y los concejales son:
1. Administrativa: pueden reorganizar los gastos de los servicios ordinarios del municipio y deciden en qué gastar el dinero que sobra de cubrir los gastos ordinarios.
2. Legistaliva: cambian o modifican la ley local dentro de los márgenes legales.